# Klüft
Klüft är en stavningsvariant av det svenska efternamnet Klyft. 
Namnet var ursprungligen ett så kallat soldatnamn, och de till uttalet liknande icke-svenska efternamn som förekommer – exempelvis tyska Kluft, som betyder "klyfta" eller "bergsspricka", samt det likalydande nederländska Kluft, "liten administrativ kyrklig region utan egen (socken)kyrka" – har sålunda en annan etymologisk bakgrund.
Namnet är ovanligt, men bland kända bärare av namnet finner man bland andra friidrottarna Carolina Klüft och hennes make Patrik Klüft. Den 31 december 2009 fanns 77 personer folkbokförda i Sverige med efternamnet Klüft.